# Наумов, Владимир Адольфович
Наумов Владимир Адольфович (1879, Москва — 9 октября 1953, Москва) — физико-химик, профессор, специалист в области общей и коллоидной химии, первый заведующий кафедрой коллоидной химии химического факультета МГУ (1933—1938).

## Биография
Родился в семье присяжного поверенного, действительного статского советника Адольфа Наумова. В 1904 году окончил химический факультет Московского высшего технического училища, где его специализацией была органическая химия. После окончания в течение нескольких лет преподавал в средней школе физику, химию и математику. Осенью 1907 года поступил в Московский коммерческий институт, переименованный в 1919 году в Московский институт народного хозяйства (в настоящее время – Российский экономический университет имени Г.В. Плеханова). В институте благодаря ему были организованы лаборатории количественного анализа и общей химии.
В 1913 году В.А. Наумов начал заниматься коллоидной химией в Гёттингене в лаборатории нобелевского лауреата Р.А. Зигмонди. Здесь он исследовал коллоидные растворы золота. Уже в 1914 году организовал одну из первых в России и первую в Москве лабораторию коллоидной химии в Московском коммерческом институте.

### Педагогическая деятельность
В 1917 году В. А. Наумов выпустил пособие «Практическое введение в химию неорганических коллоидов», которое стало первым в мировой литературе практикумом. В 1921—1923 гг. публикуются несколько его обзорных статей по коллоидной химии. В 1923 году В. А. Наумову присвоено звание профессора, а с 1931 года и до конца жизни он является заведующим кафедрой физической и коллоидной химии в Московском институте народного хозяйства. Кроме того, В. А. Наумов преподавал в Московской горной академии.
В одно время с работой в институте им. Плеханова В. А. Наумов начал преподавать в Московском университете. Сначала его педагогическая деятельность была ограничена курсом лекций для студентов химического факультета. В 1926 году был выпущен учебник В. А. Наумова «Химия коллоидов», по которому занимались студенты. Для его написания он проанализировал более трёхсот работ выдающихся учёных, внёсших огромный вклад в развитие коллоидной химии. Среди них — Р. А. Зигмонди, А. Н. Фрумкин, А. Эйнштейн и др. Учебник выдержал три издания.
С 1923 по 1938 гг. В. А. Наумов являлся профессором МГУ.
Совместно с советским инженером-химиком Б. А. Догадкиным организовал лабораторный практикум по коллоидной химии. При создании химического факультета в 1929 году лаборатория коллоидной химии входила в состав кафедры физической химии, а в 1933 году она была преобразована уже в самостоятельную кафедру, которую с 1933 по 1938 гг. возглавлял В. А. Наумов.

### Научная деятельность
В.А. Наумов активно совмещал педагогическою деятельность с научной работой в области конденсационных методов получения коллоидных систем и набухания дисперсных структур. Кроме того, он руководил исследовательской работой по приложению коллоидной химии в нескольких научно-исследовательских институтах, таких как Всесоюзный научно-исследовательский институт огнеупорных и кислотоупорных материалов, Институт минерального сырья, Всесоюзный институт строительных материалов и др.
В.А. Наумов работал в Московском институте народного хозяйства до конца жизни, а именно – в течение 47 лет. Умер 9 октября 1953 года в Москве.